# Martin N. Hansen
Martin Nicolai Hansen (født 3. november 1893 i Tråsbøl ved Felsted ; død 18. februar 1976 i Odense ) var en dansk bibliotekar, forfatter, forlægger og oversætter . Først og fremmest oversatte han Goethes Faust, Wilhelm Busch og Brødrene Grimm til dansk. Han er også blandt de vigtigste digtere på Alsisk og over 50 af hans digte på dialekten blev sat til musik.

## Liv
Martin N. Hansen var søn af en lærer fra Haderslev. Hans mor kom fra Hundslev på Als. Forældrene skiltes omkring tidspunktet for hans fødsel og den pengeløse og enlige mor tog sin søn med tilbage til Hundslev. På det tidspunkt (1871-1920) hørte Sønderjylland under det tyske imperium. Martin N. Hansen var en opvakt dreng, og pastoren i Notmark på det tidspunkt, Waldemar Friedrich Carl Augustiny, lovede ham, at finansiere en videregående uddannelse for ham. Det blev der dog ikke noget af, da Martin allerede i sin barndom og ungdom var dansksindet, mens præstefamilien var meget tysksindet. Efter at Martin N. Hansen i en strid om at vælge det rigtige flag (dansk eller tysk), skubbede præstens søn ud i en dam, var der ikke længere tale om noget sådant tilbud. Efter at have afsluttet grundskolen fuldførte Hansen i stedet en læreplads som snedker i Asserballeskov syd for Fynshav. De følgende naverår førte ham til Tyskland, Schweiz og Italien.
I 1913 skrev Martin N. Hansen sit første digt på den alsiske dialekt. Det var en længere satire over tyske jordopkøb i Nordslesvig. Ved en social begivenhed påskedag 1914 læste Hansen digtet højt under stort bifald. En enkelt lytter tog det dog ilde op, hvilket medførte en politiefterforskning, hvor endda anklager om majestætsfornærmelse kom på tale. Hansen formåede dog at stoppe efterforskningen ved at skrive en helt ny, harmløs version af sit digt og overgive den til politiet.
Under første verdenskrig undgik Hansen at blive sendt til fronten på grund af en fodlidelse og tjente i stedet som soldat i Nordslesvig. Fra 1918 til 1920 var Hansen på Askov Højskole, og derefter i et år på Statens Lærerhøjskole, hvorefter han var lærer på flere højskoler. Fra 1926 til 1929 uddannede han sig på Statens Bibliotekskole. I 1931 blev han bibliotekar ved Fyens Stifts læseforening. I 1935 grundlagde han Nyt Bogforlag og var i 1946 medstifter af foreningen Alsingergildet, hvis formål er at pleje sproget og kulturen på øen Als. Fra 1948 indtil hans pensionering i 1964 var han ansat ved det centrale bibliotek i Odense. I 1963 modtog Hansen litteraturprisen "Sophus Michaelis Legat" på 1000 danske kroner.

## Privatliv
Martin N. Hansen var gift to gange. Hans første kone døde af en uhelbredelig sygdom efter kun et års ægteskab . Med sin anden kone Gudrun, født Eggers (1906-1999) fik han to sønner. 
Efter sin død i Odense  blev Hansen begravet på Notmark kirkegård. Verset på hans gravsten lyder: ”Her, hvor i barndommens dage, sindet fik tonende mæle, kom jeg som støv tilbage. Syng nu i levende sjæle“
Ved Martin N. Hansens 100 års fødselsdag i 1993 rejste en gruppe kunstnere et 5 m højt mindesmærke i røde mursten ved "Almsted Korsvej" på Als. Designet er af kunstnerparret Heidi Guthmann Birck og Aage Birck fra Haderslev. Vers af Martin N. Hansen pryder flere af murstenene. Støtten blev renoveret i 2017.
Forskellige komponister har skrevet musik til over 50 af Martin N. Hansens digte.  1985 indspillede familien Eriksen pladen "Martins Viser" med 20 digte af Martin N. Hansen i Almsted.  2002 udgav musikeren Søren Frieboe CD'en "Æ nynner en vis" med flere digte af Martin N. Hansen. 

## Digtning på alsisk
Hansen skrev digte på alsisk fra 1913. Han havde ingen forståelse for den foragt, som uddannede danske kredse havde for folkesproget. men henviste til f.eks. sprogforskeren Holger Pedersen, ifølge hvilken den sydjyske dialekt har bevaret den gamle skandinaviske sprogmelodi særligt godt.  Martin N. Hansens digt "Vort mòl" ("Vores sprog") begynder med følgende forpligtelse til alsinger-dialekten: ”Det mòl, som hæ listet og sprungen / som killinge øver vor vugg, / ålt som det bløv hvisket og sungen, / skull det væ’ for ring’ å brugg?“
Med sin tiltrædelse af bibliotekarstillingen på Fyn boede Hansen ikke længere i den sønderjyske dialekts område, men han stoppede ikke med at skrive på alsisk af den grund. Han så endda afstanden som en inspiration, da poesi også har med "længsel og trængsel" at gøre og tilbragte desuden næsten alle sine ferier på Als. 
Et digt af Martin N. Hansen om den russisk-ukrainske krigsfange Ivan Abonasjoff blev særligt godt modtaget. Han blev interneret i en fangelejr på Als, som på det tidspunkt stadig var tysk, og blev skudt i 1918 under et forsøg på at flygte. Hansens digt blev sat til musik af Aage Lund, citeret i en bogtitel  og oversat til tre sprog (lavtysk, højtysk og russisk).
Efter afstemningen i 1920 trådte Hansens emne "kritik af det tyske styre" i baggrunden, og han valgte nye emner til sin dialektdigtning. Hans grundlæggende regel var, at hans digte skulle udstråle en lyrisk stemning og enten have noget muntert eller noget gribende som emne. 

## Oversættelser
Martin N. Hansen oversatte brødrene Grimms eventyr, historier af Wilhelm Busch og frem for alt Goethes Faust til rigsdansk. I 1958/1959 udgav han en oversættelse af Urfaust og Faust I og i 1963 Faust II. Selv om der allerede fandtes danske Faust-oversættelser fra det 19. og tidlige 20. århundrede, ønskede Martin N. Hansen at præsentere en sprogligt mindre uhåndterlig, men stadig meningsfuld gengivelse. Efter en første dansk Faust-oversættelse af Christian F. W. Bech i 1847, som ikke blev anset for særlig vellykket, udgav journalisten og litteraturhistorikeren Peter Hansen i 1881/89 den "klassiske" danske Faust-oversættelse, som ikke kunne fortrænges selv af en tredje oversættelse af digteren Sophus Michaelis (1929). Men sammenlignet med Peter Hansen lagde Martin N. Hansen særlig vægt på en naturlig sætningsstruktur og et mere moderne ordvalg, som kan også ses her:
Goethe, Faust I, vers 354–359 (1790)
Habe nun, ach! Philosophie,

Juristerei und Medizin,

Und leider auch Theologie

Durchaus studiert, mit heißem Bemühn. 

Da steh ich nun, ich armer Tor,

Und bin so klug als wie zuvor!
Oversættelse af Peter Hansen (1881)

Nu har jeg, ak, med brændende Id 

til Bunden trængt i Filosofi,

studeret Medicin og Jura med Flid,

desværre ogsaa Teologi

og er akkurat, jeg stakkels Nar,

ligesaa klog, som før jeg var.
Oversættelse af Martin N. Hansen (1959)

Nu har jeg læst filosofi

ak ja, og jura, medicin,

desværre selv teologi

med grundighed og disciplin.

Jeg arme fjog! Nu står jeg her

så klog som før, trods alt besvær.
Derudover oversatte Martin N. Hansen digte af den skotske digter Robert Burns til den alsiske dialekt, herunder Auld Lang Syne.

## Værker (udvalg)

### Digte på dialekt
- Martin N. Hansen: Madeleine. Ny å gammel alsisk Rim. [Holstebro] 1928.
- Martin N. Hansen: Ad gammel stie. Et udvalg af nyere digte på sønderjysk folkemål. Sønderborg 1968.
- Martin N. Hansen: Med en Blomm ie Hat, nye Digte fra Als. Sønderborg: Andreas Clausens boghandel, 1977.
- Martin N. Hansen: Martins visebog. 55 viser og sange af Martin N. Hansen. (Udgave af digtene sat til musik med notation. ) Udgave Egtved 1975.

### Oversættelser
- Robert Burns : Nogle digte af Robert Burns. Gendigtet på folkemål med et rids af hans liv af Martin N. Hansen. Odense 1951.
- Wilhelm Busch : Max og Moritz. Gendigtet af Martin N. Hansen. Odense 1971.
- Wilhelm Busch: Den hellige Antonius fra Padua. Gendigtet af Martin N. Hansen. Odense 1972.
- Wilhelm Busch: Den fromme Helene. Gendigtet af Martin N. Hansen. Odense 1976.
- Johann Wolfgang von Goethe : Ur-Faust. Gendigtning ved Martin N. Hansen. Odense 1958.
- Johann Wolfgang von Goethe: Faust, en tragedie, første del. Oversat af Martin N. Hansen. København 1959.
- Johann Wolfgang von Goethe: Faust, en tragedie. Oversat fra tysk af Martin N. Hansen. 2 bind. [København]: Gyldendal, Dansklærerforeningen 1963.
- Jacob Grimm, Wilhelm Grimm : Eventyr for børn og voksne. Oversat fra tysk af Martin N. Hansen, med tegninger af Ludwig Richter. København 1963.